# Determinismo paramétrico

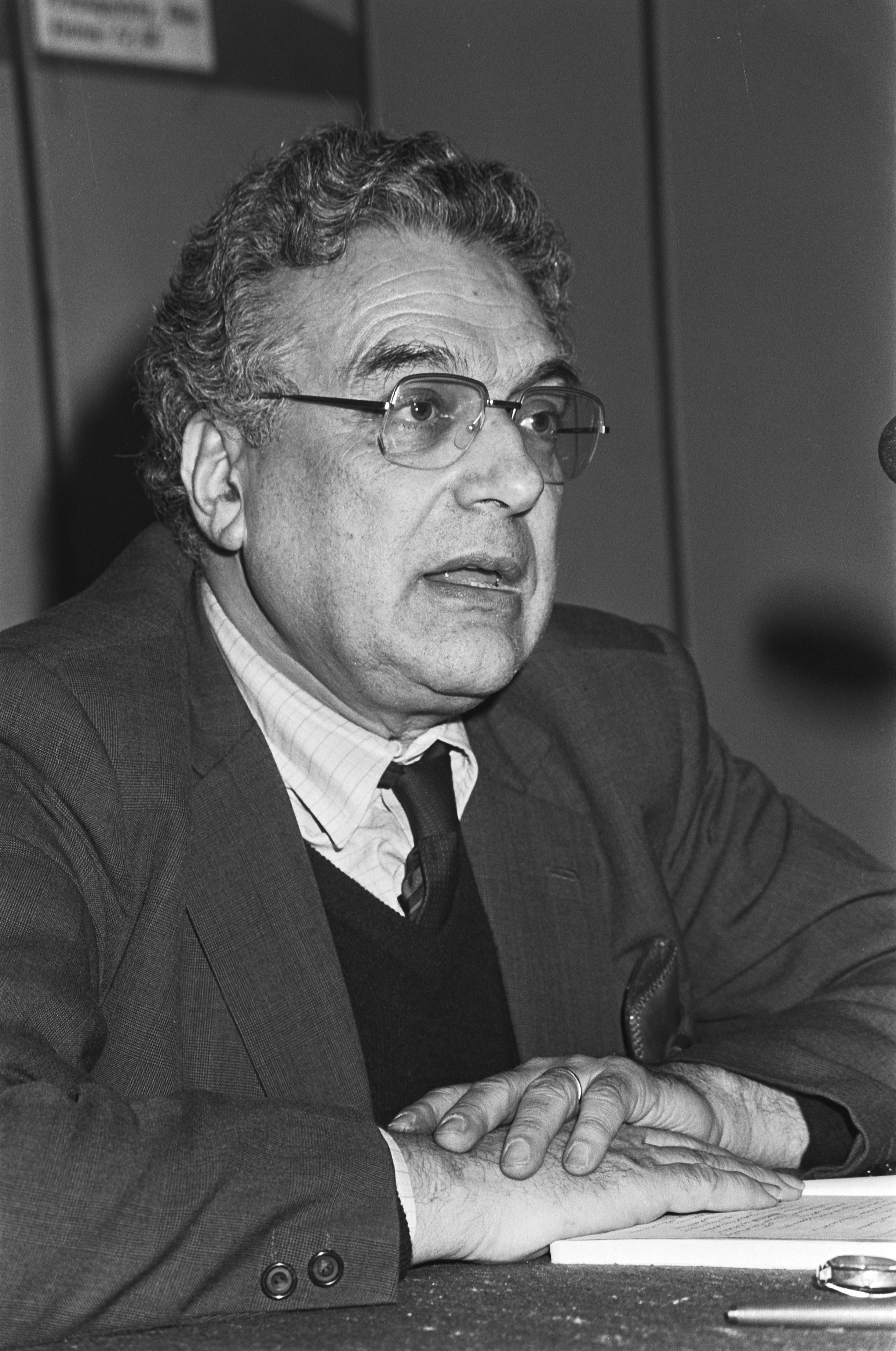
Ernest Mandel

El determinismo paramétrico es una interpretación marxista  del curso de historia. Fue formulado por Ernest Mandel y puede ser visto cuando una variante del materialismo histórico de Karl Marx o como una filosofía de historia.
En un artículo crítico del marxismo analítico de Jon Elster, Mandel explica la idea como sigue:
- "El determinismo dialéctico en oposición al determinismo mecánico, o formal-lógico, es también un determinismo paramétrico; permite al adherente del materialismo histórico comprender el lugar real de la acción humana en la forma en que se desarrolla el proceso histórico y la forma en que se decide el resultado de las crisis sociales. Los hombres y las mujeres realmente hacen su propia historia. El resultado de sus acciones no está predeterminado mecánicamente. La mayoría, si no todas, las crisis históricas tienen varios resultados posibles, no innumerables fortuitos o arbitrarios; es por eso que usamos la expresión "determinismo paramétrico" que indica varias posibilidades dentro de un conjunto dado de parámetros."[2]

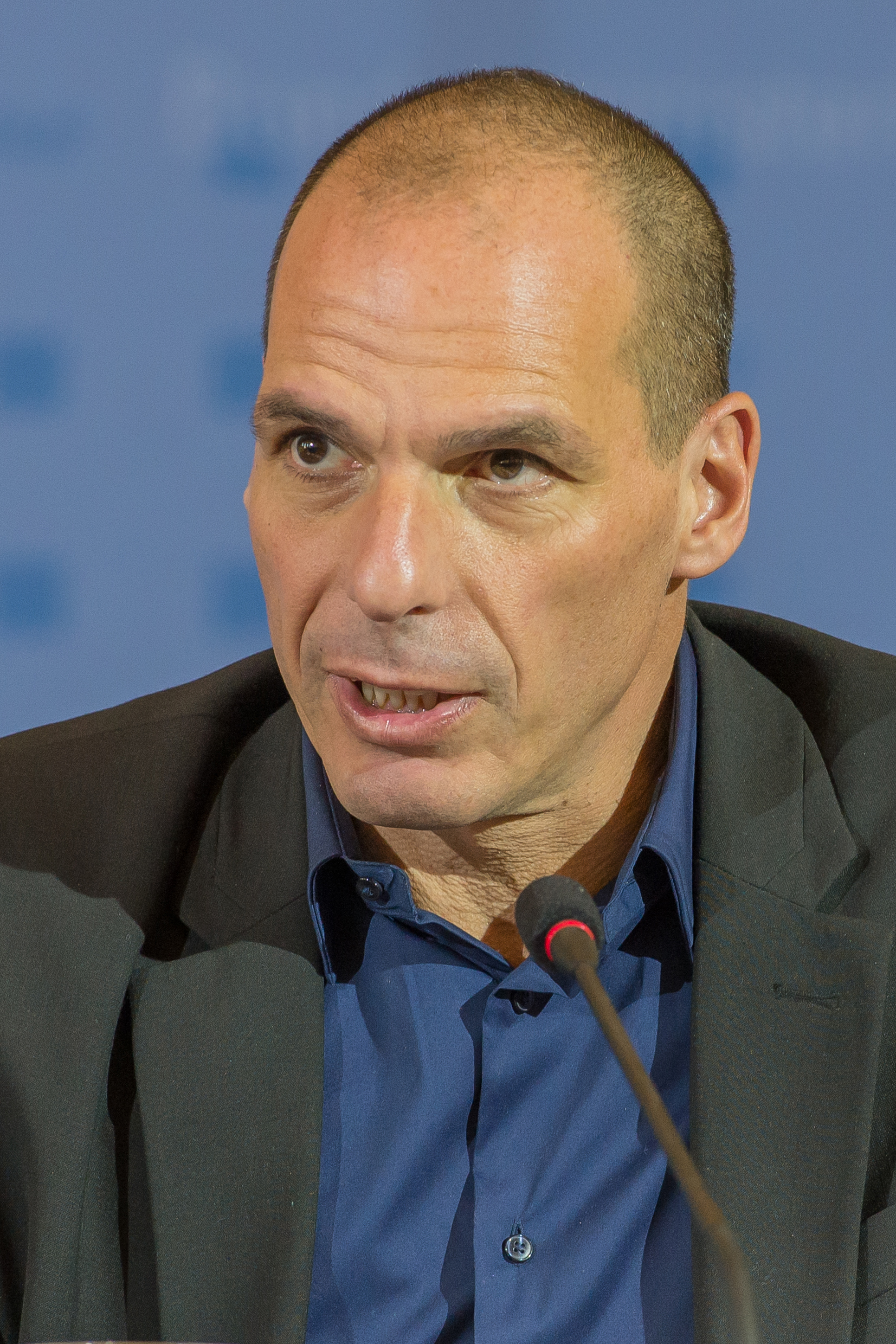
Yanis Varoufakis, especialista en la teoría de juegos, una alternativa al determinismo paramétrico

## Racionalidad formal y razón dialéctica
En el determinismo lógico-formal, la acción humana se considera racional y, por lo tanto, lógicamente explicable o arbitraria y aleatoria (en cuyo caso las acciones humanas solo pueden comprenderse como patrones de distribuciones estadísticas, es decir, como grados de variabilidad relativos a algunas constantes). Pero en el determinismo dialéctico, la acción humana puede ser no arbitraria y determinada, y por lo tanto razonable, incluso aunque no sea explicable exclusivamente en términos de inferencia deductiva. La acción seleccionada por personas entre un rango limitado de opciones puede no ser la más "lógica" o la "más óptima", pero se puede demostrar que no es arbitraria y que es razonable bajo sus circunstancias, si se considera el contexto total.
Lo que esto significa es que, en situaciones humanas, generalmente varias "lógicas" están operando al mismo tiempo, lo que en conjunto determina los resultados de esas situaciones:
- la lógica de los propios actores, en sus conciencias y acciones.
- la lógica de los parámetros dados que limitan su comportamiento.
- la lógica de la relación interactiva (reflexiva) entre los actores y su situación.

Si uno considera solo uno de estos aspectos, uno puede juzgar las acciones de la gente como "irracionales", pero si se tienen en cuenta los tres aspectos, lo que las personas hacen puede parecer "muy razonable". La teoría dialéctica pretende demostrar esto, al unir diferentes "niveles lógicos" como una imagen total, de una manera no arbitraria. "Diferentes niveles lógicos" significa que los determinantes particulares considerados irrelevantes en un nivel de análisis se excluyen, pero son relevantes y se incluyen en otro nivel de análisis con un conjunto de supuestos un tanto diferentes (o ampliados), dependiendo del tipo del problema que se investiga
Por ejemplo, frente a una situación, el lenguaje que usan las personas para hablar de ello, revela que pueden saltar muy rápidamente de un contexto a otro contexto relacionado, sabiendo muy bien que al menos algunas de las inferencias que se pueden extraer en una contexto no son operativos en el otro contexto. Eso es porque saben que las suposiciones en un contexto difieren en cierto grado del otro. Sin embargo, los dos contextos pueden coexistir y pueden estar contenidos en la misma situación, lo que podemos demostrar identificando los enlaces de mediación. Esto es difícil de formalizar con precisión, sin embargo las personas lo hacen todo el tiempo, y piensan que es perfectamente "razonable". Para otro ejemplo, las personas dirán "solo puedes entender esto si estás en la situación tú mismo" o "en el suelo". Lo que quieren decir es que el significado de la totalidad de los factores que interactúan implicados solo puede entenderse al experimentarlos. Fuera de la situación, las cosas parecen irracionales, pero al estar allí, parecen muy razonables.

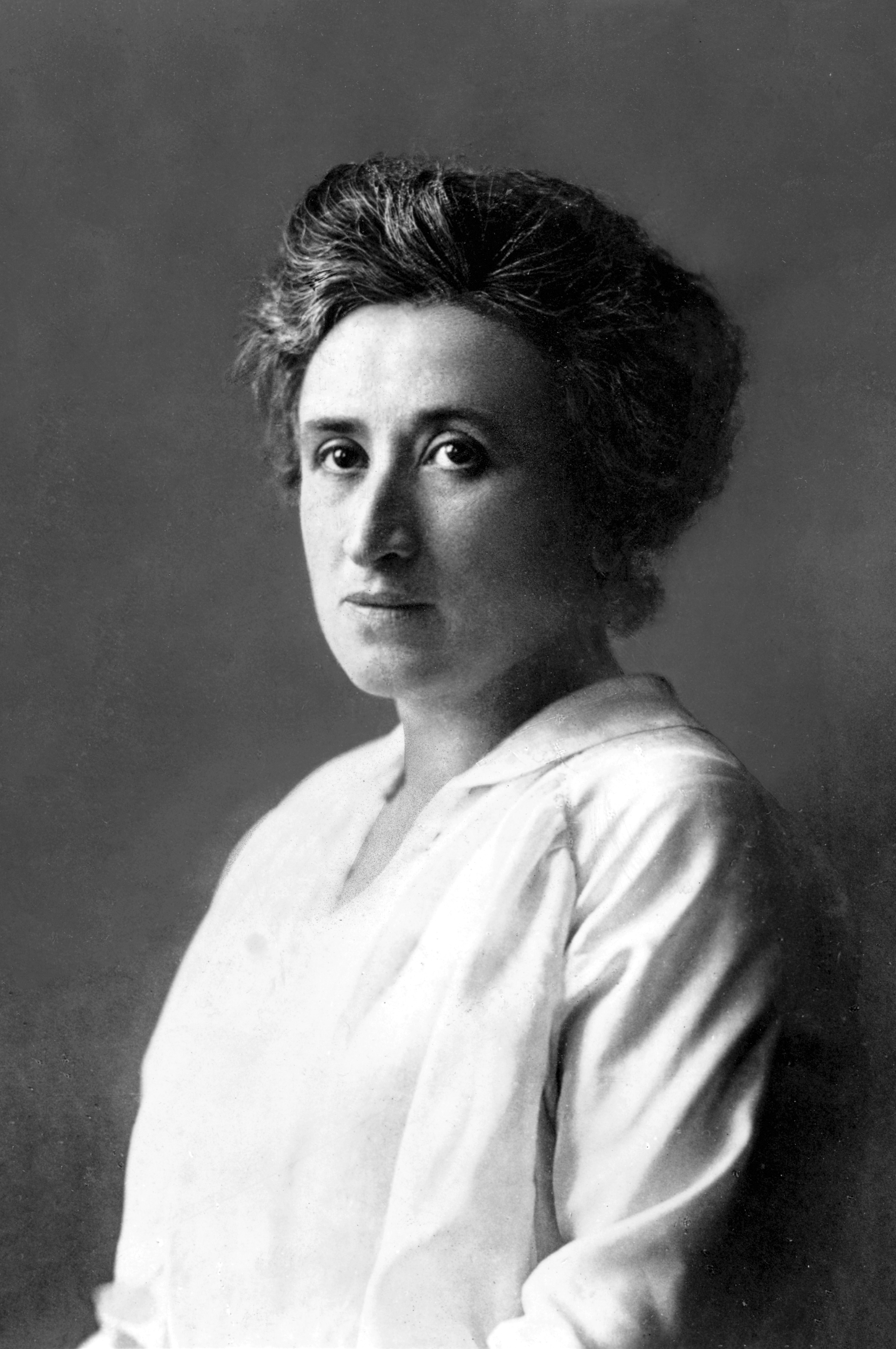
Rosa Luxemburg sostenía que las personas pueden "hacer historia" como una praxis consciente

La teoría dialéctica no significa que, al analizar la complejidad de la acción humana, los hechos inoportunos se dejen de lado de manera simple y arbitraria. Significa, más bien, que aquellas facetas del tema que no son lógicamente requeridas en una etapa determinada del análisis se dejan de lado. Sin embargo, y este es el punto, a medida que avanza el análisis, los aspectos previamente ignorados se integran paso a paso en el análisis, de una manera consistente. La prueba de la validez del procedimiento es que, al final, la teoría ha hecho que la materia se explique por completo, ya que a todos los aspectos destacados se les ha asignado el lugar apropiado en la teoría, de modo que todo se vuelve comprensible, sin recurso a tautologías superficiales. Obviamente, este resultado solo puede lograrse después de que la investigación ya se haya realizado, y los hallazgos se puedan organizar de manera convincente. Una síntesis no puede lograrse sin un análisis anterior. Entonces, el análisis dialéctico no es una "piedra filosofal" que proporciona un atajo rápido a la "fuente de la sabiduría", sino un modo de presentar los hallazgos del análisis después de que el conocimiento se ha obtenido a través de la investigación, y se han verificado las relaciones dialécticas . Porque solo entonces queda claro dónde comienza y termina la historia, de modo que todas las facetas se explican verdaderamente. Según Ernest Mandel, "el método de Marx es mucho más rico que los procedimientos de 'concretización sucesiva' o 'aproximación' típicos de la ciencia académica".
En la teoría social dominante, el problema de las "varias lógicas" en la acción humana es tratado por la teoría de juegos, un tipo de modelado que especifica las elecciones y opciones que los actores tienen dentro de un entorno definido y cuáles son los efectos de sus decisiones. La principal limitación de ese enfoque es que el modelo es tan bueno como las suposiciones en las que se basa, mientras que la elección de los supuestos suele ser ecléctica o bastante arbitraria. La teoría dialéctica intenta superar este problema, prestando atención a las fuentes de los supuestos e integrando los supuestos de una manera consistente.

## Haciendo historia
Un problema común en el análisis histórico es comprender hasta qué punto los resultados de las acciones humanas pueden atribuirse a elecciones y decisiones libres que las personas tomaron (o libre albedrío), y en qué medida son un producto de fuerzas sociales o naturales fuera de su control.
Para resolver este problema teóricamente, Mandel sugiere que en casi cualquier situación humana, algunos factores ("parámetros") están fuera del control de los individuos, mientras que otras condiciones están bajo su control (podría decirse que un grupo de personas podría "imponer parámetros", de modo análogo a los padres que imponen restricciones a los niños). Algunas cosas pueden, teniendo en cuenta las circunstancias, ser cambiadas por la acción humana, de acuerdo con la elección, pero otras no pueden o no lo serán, y por lo tanto pueden considerarse como constantes. Una variable puede variar, pero solo dentro de los parámetros dados. En un sentido general, un "parámetro" es una condición dada impuesta a una situación, o una variable controlada, pero más específicamente se refiere a una condición que, de alguna manera, limita la cantidad y el tipo de variabilidad que puede haber.
Aquellos que son dados, los parámetros objetivos que están más allá del control de la gente (y por lo tanto normalmente no pueden ser cambiados por ellos) limitan el campo de posibilidades en el futuro; descartan algunos desarrollos futuros concebibles o, alternativamente, los hacen más propensos a suceder. En ese sentido, la acción humana está "determinada". Si eso no fuera así, entonces sería imposible predecir algo sobre el comportamiento humano.
Algunos de estos parámetros se refieren a los límites impuestos por el mundo físico, otros a los límites impuestos por la configuración social o la estructura social en la que operan los individuos y los grupos. La ideología o religión dominante también podría ser un parámetro dado. Si, por ejemplo, la mayoría de las personas siguen una cierta fe, esto configura toda su vida cultural, y es algo a tener en cuenta, que no se cambia fácilmente.

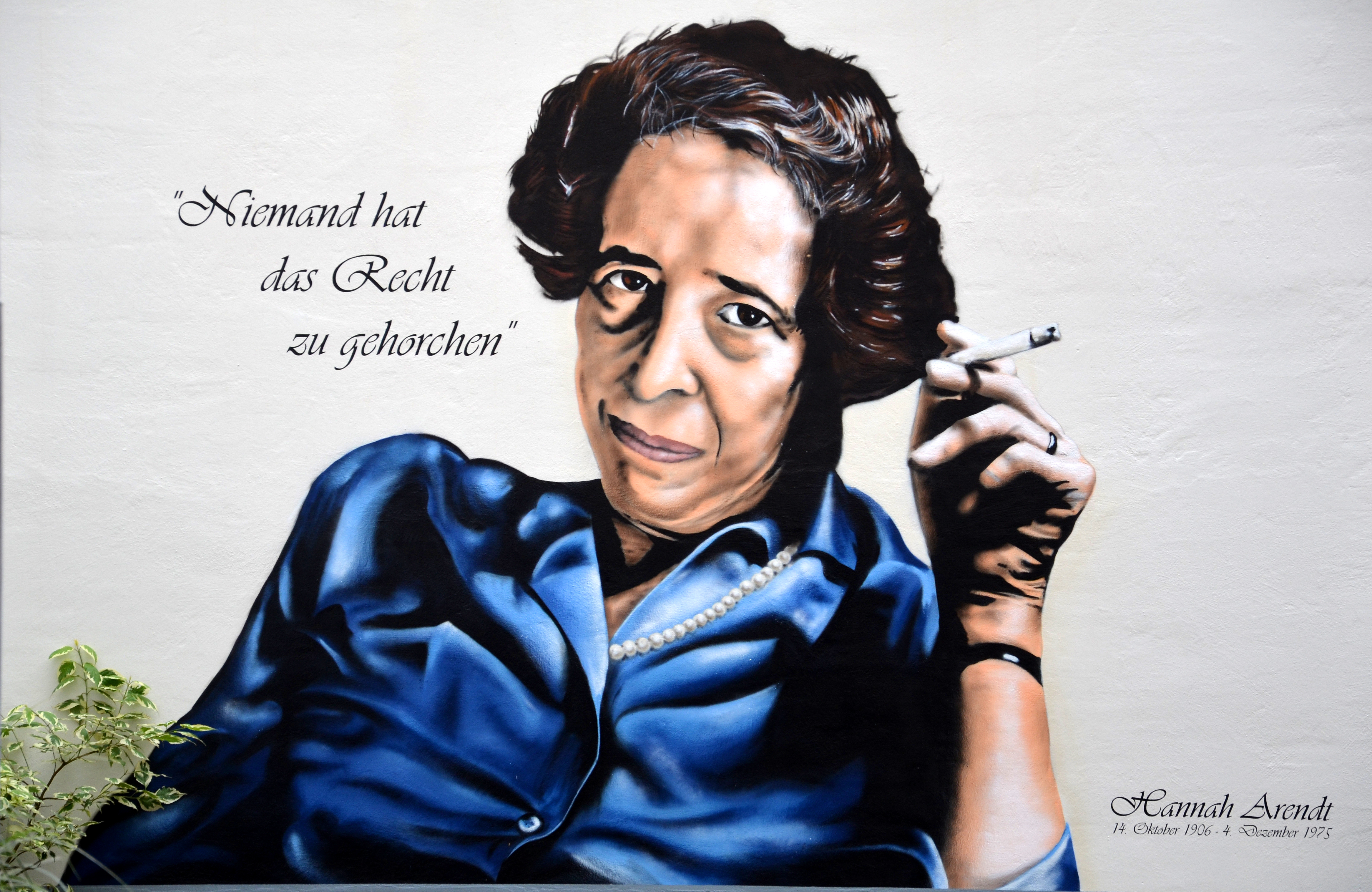
Hannah Arendt con su teoría de la banalidad del mal reconoció el papel de las fuerzas irracionales en el devenir histórico

Al mismo tiempo, sin embargo, los parámetros dados generalmente no pueden determinar en total lo que un individuo o grupo hará, porque los sujetos tienen al menos algunas (y en ocasiones una gran cantidad) de autonomía personal o conductual. Pueden pensar en su situación y tomar algunas decisiones y decisiones libres sobre lo que harán, en el marco de lo que es objetivamente posible para ellos (las elecciones no necesitan ser racionales o plenamente conscientes, podrían ser elecciones no arbitrarias), influenciados por sus emociones y deseos). Los organismos conscientes (conscientes de sí mismos), de los cuales los seres humanos son el tipo más evolucionado, son capaces de variar su propia respuesta a situaciones determinadas de acuerdo con las opciones evaluadas internamente y decididas.
En este sentido, Karl Marx había escrito:
   "Las personas hacen su propia historia, pero no la hacen a su antojo, no la hacen en circunstancias auto-seleccionadas, sino en circunstancias ya existentes, dadas y transmitidas desde el pasado".
"El pasado" (lo que realmente sucedió antes, distinto de sus resultados en el presente) no es algo que pueda cambiarse en el presente, solo reinterpretarlo, y por lo tanto el pasado es una constante dada que delimita lo que puede suceder en el presente y en el futuro. Si el futuro parece relativamente "abierto" es porque en el intervalo de tiempo entre el presente y el futuro, las nuevas opciones y acciones podrían alterar significativamente el futuro. Sin embargo, la variabilidad de los resultados posibles en el futuro no es infinita, sino que está delimitada por lo que sucedió antes.

## Diez implicaciones

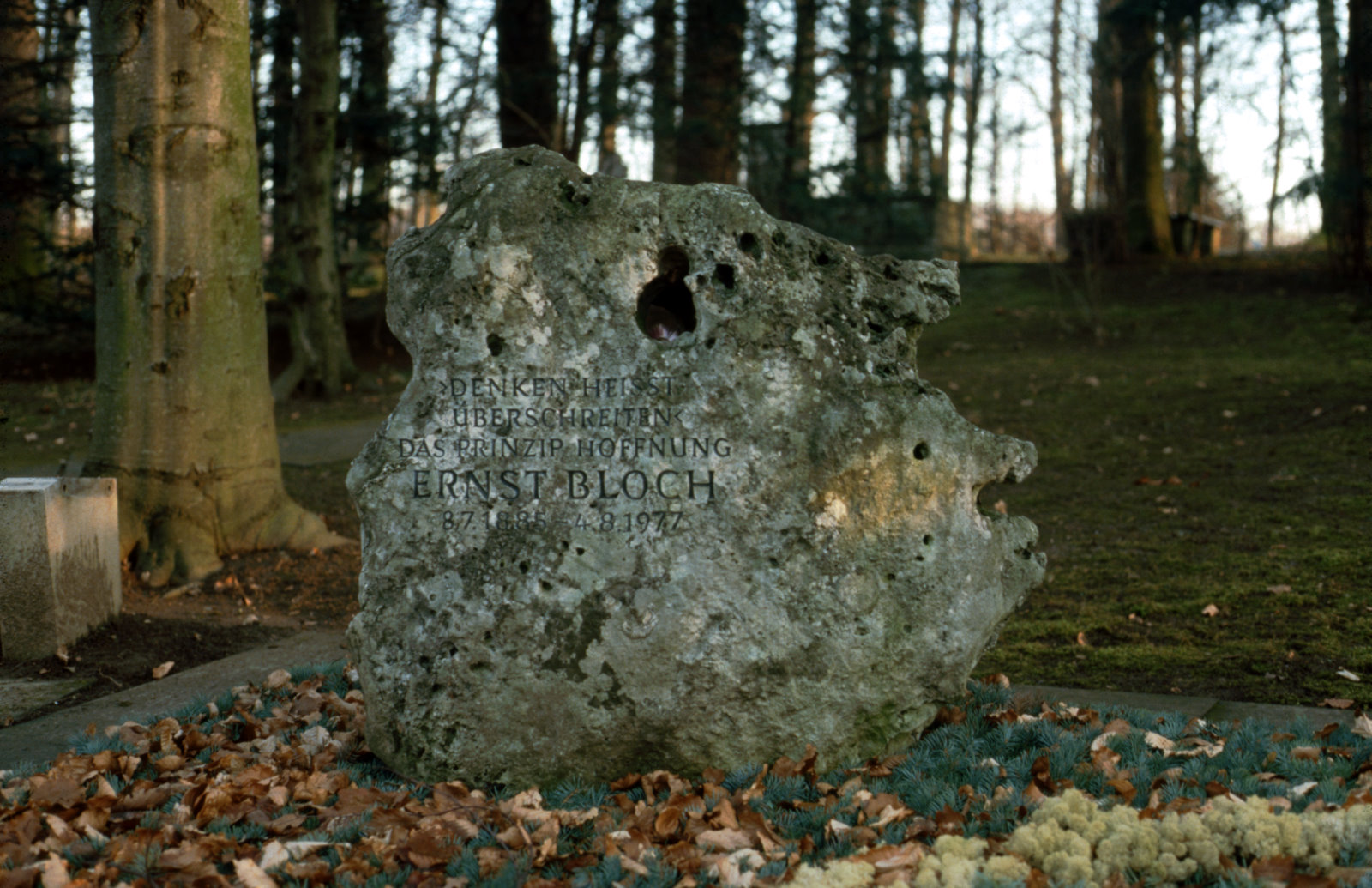
Tumba de Ernst Bloch en Tuebingen

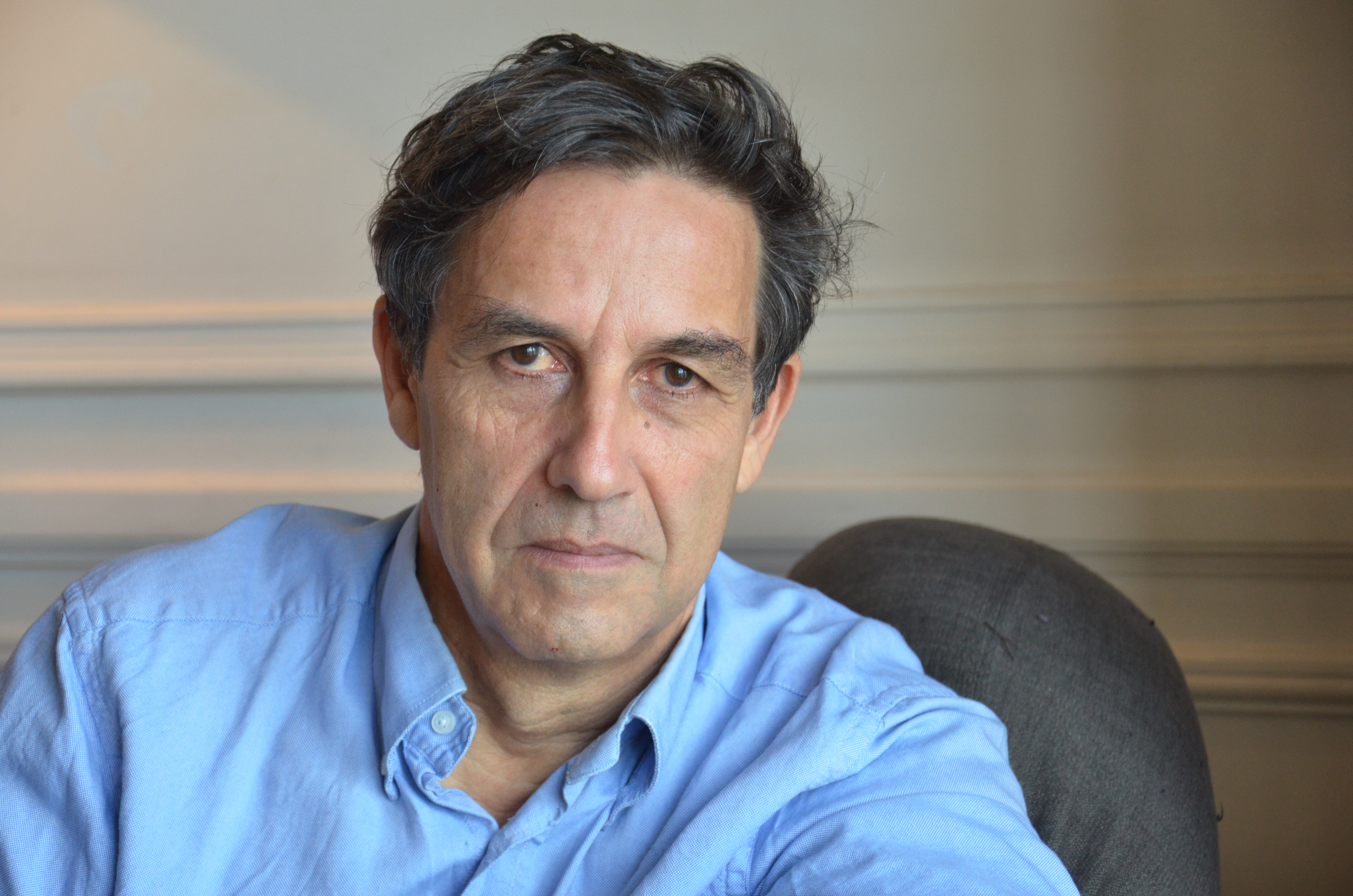
Emmanuel Todd sostiene que los sistemas familiares son el parámetro más relevante en la evolución histórica

Diez implicaciones de esta visión son las siguientes:
1. En cualquier momento, los resultados de un proceso histórico están parcialmente predeterminados, y en parte son inciertos porque dependen de las decisiones humanas que se tomarán en el presente. Esas elecciones no se hacen en el vacío, sino en un entorno que hace que esas elecciones sean posibles, las hace significativas y les da un efecto. De lo contrario, no serían elecciones reales, solo elecciones imaginarias.
2. Mientras que el pasado y el presente descartan algunos cursos de acción, siempre es posible una elección humana entre un número finito de opciones realistas, que a menudo permite al analista experimentado especificar los "escenarios más probables" de lo que podría suceder en el futuro. Algunas cosas no pueden suceder y es más probable que sucedan algunas cosas que otras.
3. Una vez que se ha tomado una decisión importante y se ha actuado en consecuencia, esto tendrá un efecto en el ámbito de las posibilidades; en particular, cambiará en mayor o menor medida los parámetros que delimitan lo que puede suceder en el futuro. Por lo tanto, una vez que "se haya puesto en marcha una serie de eventos", se excluirán otras posibilidades, y también podría abrir algunas nuevas. Si las masas de personas toman nuevas e importantes decisiones, ya sea en respuesta a las circunstancias o en respuesta a una nueva idea, se produce un cambio cualitativo; en ese caso, la mayoría de las personas comienzan a comportarse de manera diferente.
4. El proceso de la historia está determinado, en tanto que los parámetros dados delimitan los posibles resultados, pero también son abiertos, en la medida en que la acción (o inacción) humana puede cambiar los resultados históricos dentro de ciertos límites. La historia humana es, por lo tanto, una interacción recíproca entre lo que las personas hacen y las circunstancias dadas.
5. Hasta cierto punto, al menos, es posible predecir con precisión útil lo que sucederá en el futuro, si se cuenta con suficiente experiencia y conocimiento de los factores causales relevantes en el trabajo, así como también cómo se relacionan. Esto puede ser un trabajo de ciencia o experiencia práctica sostenida. A su vez, las perspectivas futuras pueden influir de manera importante en la acción humana en el presente.
6. En el análisis histórico y las representaciones, el desafío analítico es comprender qué parte de un curso de eventos se puede atribuir a acciones y decisiones humanas conscientes, qué parte está formada por la combinación de circunstancias dadas en las que los actores humanos tuvieron que actuar, y cual es exactamente la relación entre ellos (el vínculo entre la "parte" y el "todo").
7. Debido a que la capacidad de probar científicamente las evaluaciones históricas es limitada, la ideología, una visión social sobre el estado del mundo típicamente juega un papel importante en las perspectivas que las personas desarrollan (Mandel se refiere aquí a una idea de Lucien Goldmann).[9] En retrospectiva, puede ser posible rastrear con precisión por qué los eventos se desarrollaron necesariamente de la manera en que lo hicieron, y no de otra manera. Pero en el momento en que suceden, esto generalmente no es, o no es completamente posible, y la esperanza (o temor) de un futuro en particular puede jugar un papel importante (aquí Mandel se refiere a la filosofía de Ernst Bloch).[10] Además, la ideología influye en si uno mira los eventos pasados como fracasos o éxitos (como muchos historiadores han notado, la historia a menudo es reescrita por los vencedores en grandes batallas históricas para arrojarse una luz especialmente positiva). No existe una escritura de la historia "no partidista" en este sentido, en el mejor de los casos podemos decir que el historiador tuvo plena consideración por los hechos conocidos relacionados con el caso dado y reconoce francamente sus prejuicios.
8. La "historia" en general no puede definirse simplemente como "el pasado", porque también es "el pasado que vive en el presente" y "el futuro que vive en el presente". El pensamiento histórico no solo se preocupa por lo que los eventos pasados llevaron al presente, sino también por los elementos del pasado que están contenidos en el presente y los elementos que apuntan al futuro. Incluye tanto los antecedentes como los consecuentes, incluidos los efectos futuros. Solo sobre esa base podemos definir cómo las personas pueden "hacer historia" como una praxis consciente.
9. La razón principal para estudiar historia no es por asignar elogios o reproches, o simplemente porque es interesante, sino porque necesitamos estudiar la experiencia pasada para comprender el presente y el futuro. La historia puede verse como un "laboratorio", cuyo registro muestra cómo, en determinadas condiciones, las personas intentaron alcanzar sus objetivos y cuáles fueron los resultados de sus experimentos. Esto puede proporcionar una idea de lo que es probable o poco probable que tenga éxito en el futuro. Por lo menos, cada generación tiene que enfrentarse a la experiencia de la generación anterior, así como educar a la generación futura.
10. La teoría del historicismo según la cual el proceso histórico como un todo tiene un propósito general o teleología (o "gran diseño") es rechazada. Con Karl Marx y Friedrich Engels, Mandel pensó que "la historia no hace nada ... Son las personas, las personas reales y vivas las que hacen todo eso ...", "no es, por así decirlo, una persona aparte, que utiliza a las personas como un medio para lograr sus propios objetivos; la historia no es más que la actividad de las personas que persiguen sus objetivos ".[11] Por supuesto, con la condición de que las personas lo hicieran dentro de parámetros dados que no fueron de su propia creación, permitiéndonos identificar amplios movimientos históricos como procesos determinados. El proceso histórico tampoco es una cuestión de progreso lineal de acuerdo con unas etapas inevitables: tanto el progreso como el retroceso pueden ocurrir, y diferentes resultados históricos son posibles dependiendo de lo que haga la gente.

## Percepciones e ilusiones
De acuerdo con la teoría del determinismo paramétrico, el "problema humano" en este contexto no es que los seres humanos carezcan de libre elección o libre albedrío, o que en principio no puedan cambiar su situación (al menos en cierta medida), sino que es su limitado conocimiento de las opciones que se les presentan y su creencia en su propia capacidad para actuar sobre ellas, influidos por su ideología, experiencia y emociones.
Las percepciones de lo que las personas pueden cambiar o sobre lo que actuar pueden variar mucho, ya que pueden sobreestimarlo o subestimarlo. Por lo tanto, se puede necesitar una investigación científica para descubrir qué percepciones son realistas. Al descubrir cuál es el determinismo, podemos aprender mejor cómo podemos ser libres. En pocas palabras, podríamos "golpear nuestra cabeza contra una pared", pero también podríamos pasar la pared, a través de una puerta o dar una vuelta alrededor de la pared. En los puntos cruciales, los humanos pueden "hacer historia" activamente con una gran conciencia de lo que están haciendo, cambiando el curso de la historia, pero también pueden "hacerse por la historia" en la medida en que se ajustan pasivamente (o se vean obligados a conformarse a) una situación que en su mayoría no es de su propia creación y que pueden no entender.
Con respecto a esto último, Mandel se refirió a la condición de alienación en el sentido de una creencia disminuida en la capacidad de tener control sobre la propia vida, o sentirse alejado de la verdadera naturaleza y propósito de la vida. Las personas pueden reificar aspectos de su situación. Pueden considerar algo como algo inevitable ("la voluntad de Dios") o juzgar "no se puede hacer nada para evitarlo" cuando lo más importante es que, por razones específicas, nadie estaba preparado para hacer algo al respecto, se podría haber hecho algo, pero no se hizo. Por lo tanto, la "inevitabilidad histórica" también puede convertirse en una disculpa conveniente para justificar un curso de los acontecimientos.
En este proceso de tomar decisiones dentro de un marco objetivo dado de opciones realistas, también son posibles muchas ilusiones, en la medida en que los humanos pueden tener todo tipo de gradaciones de conciencia (tal vez falsa) sobre su verdadera situación. Es posible que, como sostiene Mandel, ni siquiera estén completamente conscientes de lo que motiva sus propias acciones, aparte de no saber completamente cuáles serán las consecuencias de sus acciones. Un revolucionario que busca derrocar el viejo orden para dar paso a uno nuevo obviamente se enfrenta a muchas "incógnitas".
Por lo tanto, la acción humana puede tener consecuencias no deseadas, incluidos los efectos que son completamente opuestos a lo que se pretendía. Esto significa que las ilusiones populares también pueden dar forma a los resultados de los eventos históricos. Si la mayoría de la gente cree que algo es cierto, incluso aunque no sea cierto, este hecho también puede convertirse en un parámetro que limita lo que puede suceder o influye en lo que sucederá.

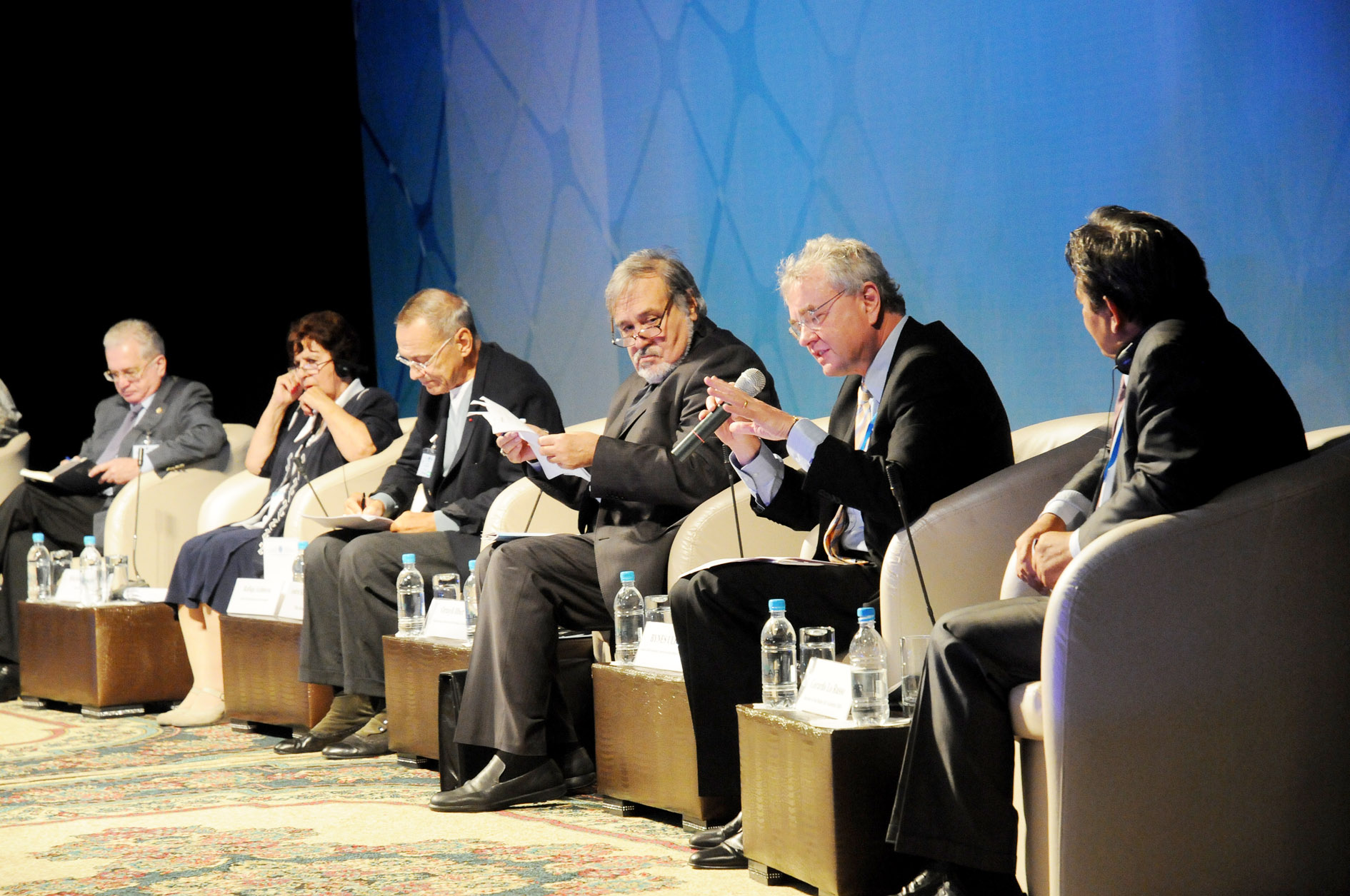
El Postmodernismo se ha convertido en el paradigma actual más difundido en la interpretación del devenir cultural e histórico

## Respuesta escéptica
Debido a que pueden ocurrir ilusiones terribles, algunos historiadores son escépticos sobre la capacidad de las personas para cambiar el mundo para mejor de una manera real y duradera. El posmodernismo pone en duda la existencia del progreso en la historia como tal, si, por ejemplo, los egipcios construyeron la Gran Pirámide de Guiza en 2500 aC, y Buzz Aldrin y Neil Armstrong aterrizaron en la luna en 1969, sostienen que esto no representó ningún progreso para la humanidad.

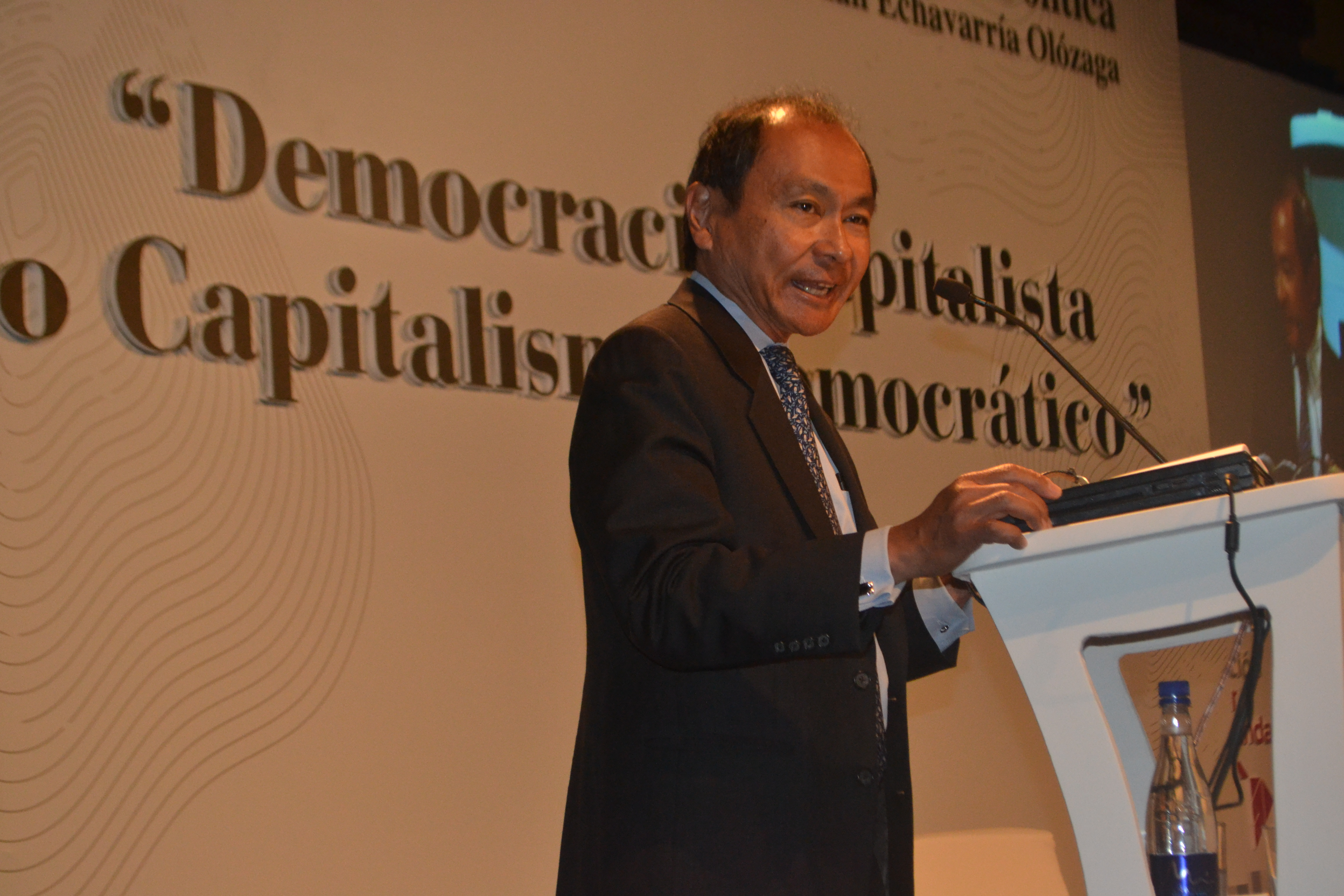
Francis Fukuyama sostiene una visión conservadora que enfatiza el poco potencial que hay para el cambio de la sociedad capitalista contemporánea

Sin embargo, Mandel argumentó que este escepticismo en sí mismo se basa en las percepciones de lo que la gente puede saber sobre su situación y su historia. En última instancia, el escéptico cree que es imposible que las personas tengan suficiente conocimiento de un tipo que realmente puedan cambiar la condición humana para mejor, excepto tal vez en formas muy pequeñas. Simplemente es lo que es. Sin embargo, esta visión escéptica no implica necesariamente una visión muy "determinista" de la historia; la historia también podría verse como un caos impredecible o demasiado complejo para poderlo comprender.
Sin embargo, la mayoría de los políticos y activistas políticos (incluido el propio Mandel) al menos no creen que la historia en general sea un caos impredecible, porque en ese caso sus propios puntos de vista serían puramente arbitrarios y serían percibidos como puramente arbitrarios. Por lo general, argumentarían, el caos está limitado en el espacio y el tiempo, porque en el caos perpetuo, la vida humana difícilmente puede continuar; en ese caso, las personas se convierten en bestias reactivas. Como la mayoría de la gente quiere sobrevivir, necesita un poco de orden y previsibilidad. Uno puede entender lo que realmente sucedió en la historia razonablemente bien, si uno lo intenta. Los seres humanos pueden comprender la experiencia humana porque son humanos, y mientras más experiencia relevante obtengan, mejor podrán entenderla.
La acción humana consciente, sostiene Mandel, es principalmente no arbitraria y práctica, tiene cierta "lógica" incluso si las personas no son plenamente conscientes de esto. La realidad a la que se enfrentan está ordenada de manera básica y, por lo tanto, puede entenderse de manera significativa. Las masas de personas pueden entrar en un "frenesí loco" que a veces puede ser difícil de explicar en términos racionales, pero esta es la excepción, no la regla. Lo que es cierto es que una situación de caos y desorden (cuando ya nada en la sociedad parece funcionar bien) puede acentuar poderosamente los aspectos irracionales y no racionales del comportamiento humano. En tales situaciones, las personas con ideas poco razonables pueden ascender al poder. Esto es, según Mandel, parte de la explicación del fascismo y puede ser también la explicación de determinados nacionalismos y populismos.

## Latencia histórica y posibilidades de cambio
El concepto de determinismo paramétrico tiene como corolario el concepto de latencia histórica. No es solo que los diferentes resultados históricos son posibles, sino que cada época de la historia humana contiene bastantes potenciales de desarrollo diferentes. Las indicaciones de estos potenciales pueden identificarse empíricamente, y no son simplemente una especulación sobre "lo que podría pasar".
Pero son factores latentes en la situación, en la medida en que no necesariamente se realizarán o actualizarán. Su realización depende de la acción humana, del reconocimiento del potencial que existe y de la decisión de hacer algo al respecto. Por lo tanto, Mandel argumenta que tanto el socialismo como la barbarie existen como amplias posibilidades de desarrollo "latente" dentro de la sociedad capitalista moderna, incluso si no se realizan, y si cuál de estos se realizará, depende de las elecciones humanas y las acciones humanas.
La acción efectiva para cambiar la sociedad, argumenta, debe partir de las posibilidades reales de una forma alternativa de hacer las cosas, no de las especulaciones abstractas sobre un mundo mejor. Algunas cosas son realístamente posibles. El desafío analítico -a menudo muy difícil- es por lo tanto comprender correctamente cuáles son las posibilidades reales y qué curso de acción tendría el efecto más fructífero. Uno puede hacer solo lo que uno puede hacer y nada más, pero mucho depende de las elecciones sobre cómo gastar sus energías.
Típicamente en guerras y revoluciones, cuando las personas se esfuerzan al máximo y tienen que improvisar, se descubre que las personas pueden lograr mucho más de lo que previamente pensaban que podían hacer (también capturado en el dicho "la necesidad es la madre de la invención"). La manera en que la gente piensa cambia repentinamente. Pero en tiempos de pesimismo cultural, prevalece el agotamiento general y las personas son generalmente escépticas o cínicas acerca de su capacidad de lograr o cambiar nada en absoluto. Si la burguesía golpea a los trabajadores y restringe su libertad, de modo que los trabajadores tienen que trabajar más y más duro por menos y menos sueldos, los estados de ánimo pesimistas pueden prevalecer por bastante tiempo. Si, por otro lado, la economía burguesa se está expandiendo, el clima de la sociedad puede volverse eufórico y la gente cree que casi todo es posible. Un famoso eslogan de izquierda en mayo de 1968 era "tout est possible" ("todo es posible"). Del mismo modo, en el boom de finales de la década de 1990, muchas personas en los países ricos creían que todos los problemas humanos finalmente podrían resolverse.
Eso es solo decir que lo que es posible lograr puede ser tanto subestimado pesimistamente como exagerado de manera optimista en cualquier momento. Las personas verdaderamente conservadoras enfatizarán cuán poco potencial hay para el cambio, mientras que los rebeldes, visionarios, progresistas y revolucionarios enfatizarán cuánto podría cambiarse. Un papel importante para la investigación científica social y la historiografía es, por lo tanto, relativizar todo esto y ubicarlo en una perspectiva más objetiva al observar los hechos relevantes.